# Сан-Жозе-ди-Уба
Сан-Жозе-ди-Уба (порт. São José de Ubá) — муниципалитет в Бразилии, входит в штат Рио-де-Жанейро. Составная часть мезорегиона Северо-запад штата Рио-де-Жанейро. Входит в экономико-статистический  микрорегион Санту-Антониу-ди-Падуа. Население составляет 6829 человек на 2007 год. Занимает площадь 250,596 км². Плотность населения — 27,3 чел./км².

## История
Город основан 28 декабря 1995 года.

## Статистика
- Валовой внутренний продукт на 2005 год составляет 52 752 тысяч реалов (данные: Бразильский институт географии и статистики).
- Валовой внутренний продукт на душу населения на 2005 год составляет 7886,00 реалов (данные: Бразильский институт географии и статистики).
- Индекс развития человеческого потенциала на 2000 год составляет 0,718 (данные: Программа развития ООН).

## География
Климат местности: тропический. В соответствии с классификацией Кёппена, климат относится к категории Aw.